# Dunas de Tottori

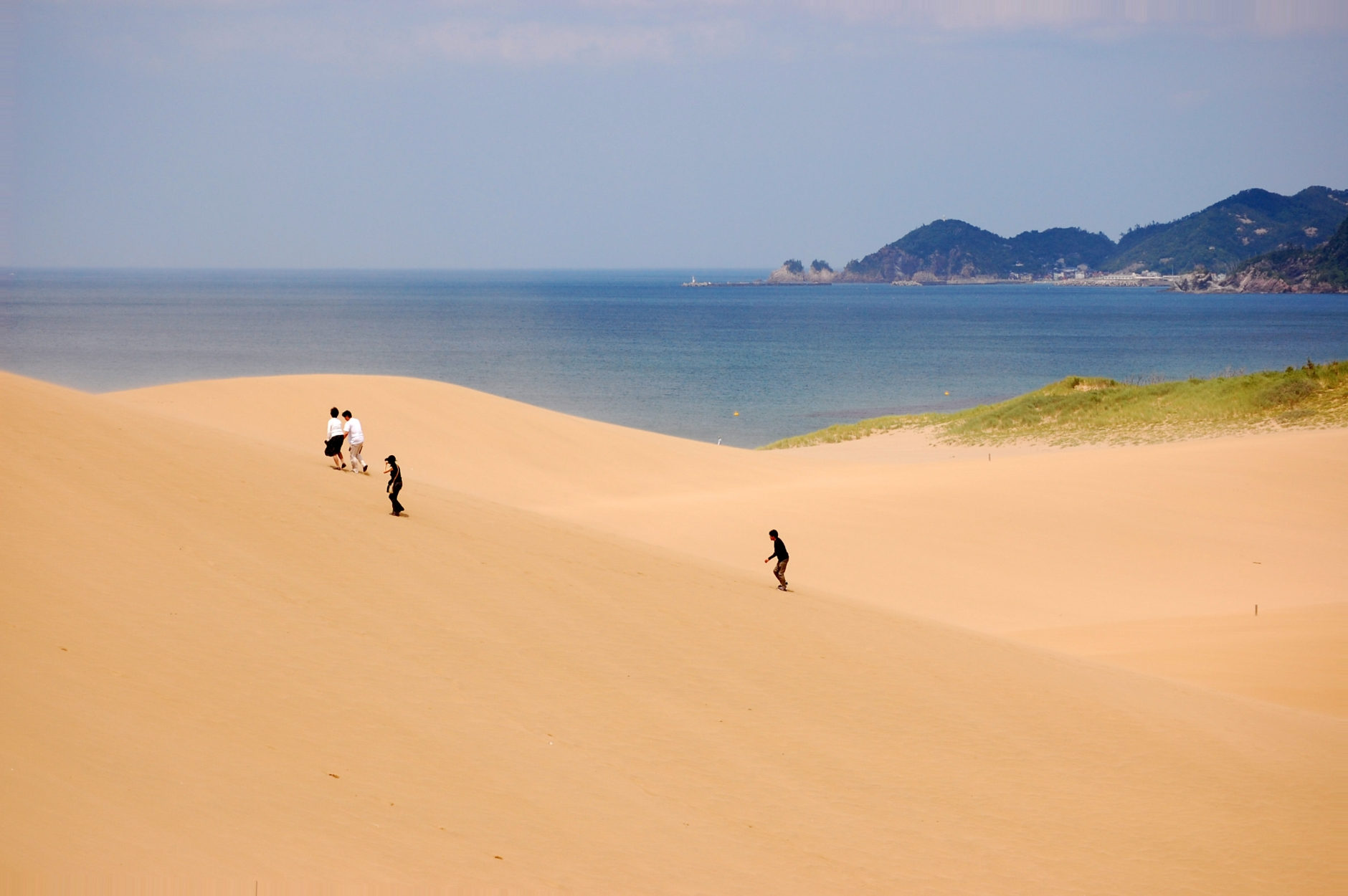
As dunas de Tottori.

As Dunas de Tottori (鳥取砂丘, Tottori sakyū) são dunas de areia localizadas na costa da cidade de Tottori, no Japão. 
Foram criadas a partir do depósito, no Mar do Japão, de sedimentos trazidos das Montanhas Chūgoku pelo rio Sendai.
Em 1955, foram nomeadas como monumento natural do país, servindo atualmente como um importante sítio turístico para a sua prefeitura.